# 細石鮰
細石鮰為輻鰭魚綱鯰形目北美鯰科的其中一種，分布於美國東部及中部的淡水流域，體長可達15公分，棲息在水質清澈、礫石底質的溪流、河川，以水生昆蟲、甲殼類為食。

## 擴展閱讀
維基物種上的相關：細石鮰